# داوود بن شمعون
داوود بن شمعون (بالعبرية: דוד בן שמעון، 1826 - 5 ديسمبر 1879) حاخام ترأس الجالية اليهودية في شمال إفريقيا في القدس في اليشوب القديم. أسس بن شمعون حي مخنيه إسرائيل أحد الأحياء المبكرة خارج أسوار المدينة القديمة.

## السيرة الذاتية
كان ديفيد بن شمعون ابنًا لتاجر ثري في المغرب. تزوج من راحيل ابنة الحاخام مسعود تساباخ، وكان أحد أبنائه الحاخام رافائيل أهارون. في عام 1854، في سن الثامنة والعشرين، انتقل إلى القدس مع العديد من تلاميذه وأصبح زعيمًا للجالية اليهودية المغربية.